# Amlodipina
L'amlodipina és un blocador dels canals de calci que s'utilitza per tractar la pressió arterial alta, la coronariopatia i l'angina de Prinzmetal (o vasoespasme de l'artèria coronària, entre altres noms). Es pren per via oral.
Els efectes secundaris comuns inclouen inflor de les cames, sensació de cansament, dolor abdominal i nàusees. Els efectes secundaris greus poden incloure pressió arterial baixa o atac de cor. No és clar si l'ús és segur durant l'embaràs o la lactància materna. Quan s'utilitza per a persones amb problemes hepàtics, i en persones grans, s'han de reduir les dosis. L'amlodipina actua en part per vasodilatació (relaxant les artèries i augmentant-ne el diàmetre). És un blocador dels canals de calci d'acció prolongada del tipus dihidropiridina.
L'amlodipina es va patentar el 1982 i es va aprovar per a ús mèdic el 1990. Està a la Llista de medicaments essencials de l'Organització Mundial de la Salut. Està disponible com a EFG (medicament genèric), i a Espanya, a mé, comercialitzada com a Astudal, Norvas i Zabart.